# Joachim Brinkmann (Synchronautor)
Joachim Ludwig Brinkmann (* 28. Juni 1928; † 7. August 2015) war ein deutscher Synchronautor, Synchronregisseur, Dramaturg und Theaterregisseur.

## Werdegang
Nach einem Studium der Philosophie bei Hans-Georg Gadamer in Frankfurt am Main und Heidelberg war er als Dramaturg bei Heinz Hilpert am Deutschen Theater in Göttingen tätig. 
Seit 1964 führte er Regie in Fernsehproduktionen (Taxi bitte) und erstellte als Synchronautor und Synchronregisseur die deutsche Fassung zahlreicher Kino- (Orson Welles’ Der Glanz des Hauses Amberson, Andrzej Wajdas Der Mann aus Eisen, Andy Warhols Blue Movie, Sergio Leones Für eine Handvoll Dollar, Damiano Damianis Die tödliche Warnung , Theo Angelopoulos’ Der Bienenzüchter) und Fernsehfilme, aber auch von Vorabendserien, wie Bezaubernde Jeannie, Arsène Lupin, der Meisterdieb oder Nummer 6.